# قرش الرمل
قروش الرمل أو الدُّرْقُوسِيَّات (الاسم العلمي: Odontaspididae)، وتُعرف باسم قروش النمر الرملية أو القروش الحاضنة الرمادية أو القروش ذات الأسنان الخشنة. فصيلة قروش من رتبة القروش الحديثة. توجد في جميع بحار العالم ذات المياه المعتدلة والمدارية. أنواعه ثلاثة ضمن جنسين.